# 1973 في الفلبين
فيما يلي قوائم الأحداث التي وقعت خلال عام 1973 في الفلبين.

## رياضة
- 1 يناير – بطولة آسيا لألعاب القوى 1973
- 1 يناير – بطولة أمم آسيا لكرة السلة 1973

## مواليد

### يناير
- 28 يناير – إستونج باليستيروس لاعب كرة سلة فلبيني.

### مارس
- 10 مارس – روميو برين ملاكم فلبيني.
- 16 مارس – دون كاماسو لاعب كرة سلة فلبيني.
- 17 مارس – ريكو بلانكو موسيقي فلبيني.

### مايو
- 30 مايو – رودني سانتوس لاعب كرة سلة فلبيني.

### يونيو
- 13 يونيو – جون إسترادا ممثل فلبيني.

### أغسطس
- 4 أغسطس – دومينيك أوتشوا ممثل فلبيني.
- 8 أغسطس – موريس إيست ملاكم فلبيني.

### سبتمبر
- 12 سبتمبر – قرة ديفيد صحفية فلبينية.
- 16 سبتمبر – بويت فرنانديز لاعب كرة سلة فلبيني.
- 23 سبتمبر – جايسون ويب لاعب كرة سلة فلبيني.

### أكتوبر
- 6 أكتوبر – أوليفر أغابيتو لاعب كرة سلة فلبيني.

### ديسمبر
- 20 ديسمبر – دنيس إسبينو لاعب كرة سلة فلبيني.

## وفيات

### يناير
- 30 يناير – كوينتن باريديس (مواليد 1884) سياسي أمريكي.[1]